# Licínia Eudóxia
Licínia Eudóxia foi uma imperatriz-consorte romana do ocidente, filha do imperador romano do oriente Teodósio II e de sua consorte Élia Eudócia. Ela foi esposa dos imperadores Valentiniano III e Petrônio Máximo.

## Família
Os irmãos conhecidos de Licínia, Arcádio e Flacilla, morreram antes de seus pais. Seus avós paternos eram Arcádio e Élia Eudóxia (r. 395–408). Segundo Sócrates de Constantinopla, seu avô materno era Leôncio, um sofista de Atenas. João Malalas depois deu um relato mais detalhado da história de sua mãe.
Edward Gibbon, em sua "A História do Declínio e Queda do Império Romano", conta a história de Élia Eudócia: "A celebrada 'Atenais' [nome de Élia Eudócia] foi educada por seu pai, Leôncio, na religião e ciências dos gregos; e foi tão favorável ao parecer que o filósofo ateniense recebeu de seus contemporâneos, que ele dividiu seu patrimônio entre os seus dois filhos, legando à sua filha um pequeno legado de cem peças de ouro, na confiança viva de que sua beleza e mérito seriam uma porção suficiente. O ciúme e a avareza de seus irmãos logo obrigou Atenais a procurar refúgio em Constantinopla; e, com alguma esperança, seja de justiça ou de favor, a se jogar aos pés de Élia Pulquéria. A sagaz princesa ouviu sua reclamação eloquente e secretamente destinou a filha do filósofo Leôncio para futura esposa do imperador do oriente [seu irmão], que já tinha atingido o vigésimo ano de sua idade. Ela excitou facilmente a curiosidade do irmão com um fascinante retrato dos encantos de Athenais; olhos grandes, um nariz bem proporcional, uma aparência razoável, um pessoa esbelta, uma atitude elegante, conhecimento melhorado pelo estudo e uma virtude testada pelas vicissitudes. Teodósio, escondido atrás de uma cortina posta por sua irmã, conseguiu contemplar a virgem de Atenas: o jovem modesto imediatamente declarou seu amor puro e honrado; e as núpcias reais foram celebradas entre as aclamações da capital e das províncias. 'Atenais', que foi facilmente persuadida a renunciar aos erros do paganismo, em seu batismo recebeu o nome cristão de Eudócia; mas a Élia Pulquéria cautelosa, reteve o título de Augusta até que a esposa de Teodósio tivesse provado sua fecundidade pelo nascimento de uma filha, que foi desposada, quinze anos depois, pelo imperador do ocidente. Os irmãos de Eudócia obedeceram, com alguma ansiedade, a uma intimação imperial; mas como ela perdoou sem dificuldade suas desafortunadas indelicadezas, ela se entregou à ternura, ou talvez a vaidade, de uma irmã promovendo-os a cônsules e prefeitos".
Mais tarde, os historiadores tenderam a rejeitar este relato, por lembrar mais um conto de fadas (no estilo "gata borralheira") ou um romance do que um relato historicamente preciso. As circunstâncias exatas da introdução de Eudócia a Teodósio II e Pulquéria são consideradas desconhecidas. O estudo histórico "Imperatrizes Teodosianas. Mulheres e Dominação Imperial na Antiguidade Tardia" (1982), de Kenneth Holum, propôs ainda que Leôncio seria um nativo de Antioquia ao invés de Atenas, baseando-se na "ligação tradicional" entre as duas cidades e os seus filósofos. O argumento é considerado duvidoso, assim como a atividade de construção de Eudócia nos anos 420 focada em Atenas, em vez de Antioquia. A identidade da avó materna de Eudóxia não é conhecida.

## Primeiro casamento
Segundo o Conde Marcelino, Licínia Eudóxia e Valentiniano III, seu primo de primeiro grau, noivaram em 424. Na época, ele tinha quatro anos de idade e Eudóxia, apenas dois. Gibbon chama o noivado de "o acordo das três mulheres que governaram o mundo romano", falando de Gala Placídia, sua sobrinha, Élia Pulquéria, e a cunhada de Pulquéria, Élia Eudócia. Gala Pacídia era a mãe de Valentiniano III e uma meia-irmã caçula pelo lado paterno de Arcádio. Valentiniano III na época estava sendo preparado para reclamar o trono do Império Romano do Ocidente, que fora tomado por João, que não era membro da Dinastia teodosiana e, portanto, era visto como um usurpador pela corte oriental. Ainda em 424, Valentiniano foi proclamado César e, no ano seguinte, João foi derrotado e executado. Valentiniano substituiu-o como augusto do Ocidente.
Eudóxia e Valentiniano III casaram-se em 29 de outubro de 437, em Constantinopla, celebrando assim o reencontro das duas metades da Casa de Teodósio. O casamento foi registrado por Sócrates de Constantinopla, pelo Chronicon Paschale e por Conde Marcelino. Em 439, Eudóxia recebeu o título de augusta, pois nasceu sua primeira filha, Eudócia. Eles também tiveram uma segunda filha, Placídia. Os nascimentos e o destino final das duas foram preservados por Prisco, Procópio, João Malalas e Chronicon Paschale.

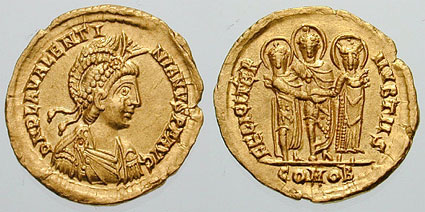
Soldo comemorando o casamento de Valentiniano III com Eudóxia.
No reverso, Teodósio II aparece entre os noivos. No anverso, a efígie de Valentiniano.

Em 16 de março de 455, Valentiniano III foi morto no Campo de Marte de Roma por Optila e Traustila. De acordo com a fragmentada crônica de João de Antioquia, um monge do século VII tentativamente identificado como João de Sedre, patriarca ortodoxo sírio de Antioquia entre 641-648, "Máximo, tendo falhado em ambas as suas esperanças, estava amargamente zangado. Chamou Optila e Traustila, citas corajosos que fizeram campanha com Aécio e que tinham sido nomeados para acompanhar Valentiniano, e conversou com eles. Ele deu e recebeu garantias, colocou a culpa pelo assassinato de Aécio no imperador e disse-lhes que o melhor caminho seria a vingança eles [os assassinos]. Aqueles que vingassem o caído, segundo ele, justamente teriam as maiores bênçãos. Poucos dias depois, Valentiniano andava no Campo de Ares com uns guarda-costas e alguns seguidores de Optila e Traustila. Quando ele desceu do seu cavalo e começou a atirar com arco, Optila e seus amigos o atacaram. Optila atingiu Valentiniano em sua têmpora, e quando ele se virou para ver seu atacante, deu-lhe um segundo golpe no rosto e o derrubou, e Traustila matou Heráclio. Levando o diadema e o cavalo do imperador, eles se apressaram para Máximo..." (João de Antioquia fr. 201.4-5: Gordon trans., pp. 52–53). Herácio foi identificado como "um eunuco que tinha a maior influência sobre o imperador" e teria sido seu cúmplice no assassinato de Aécio.

## Segundo casamento
Valentiniano não tinha descendentes masculinos e nunca tinha nomeado um herdeiro. Vários candidatos reivindicaram o trono. Petrônio Máximo, que estava no mais alto escalão dentre todos os senadores romanos, estava entre eles. Um segundo candidato foi Maximiano, filho de Domnino, que era comerciante do Egito que havia ganho uma fortuna considerável. Maximiano serviu como doméstico, uma guarda de elite do Império Romano, segundo Aécio. Eudóxia promoveu seu próprio candidato, Majoriano.
João de Antioquia relata que Petrônio Máximo garantiu a sua própria sucessão comprando a lealdade dos funcionários do palácio e os militares locais. Eudóxia foi forçada a casar-se com ele sob pena de ser executada, uma vez que seu casamento garantiria a ligação de Máximo à Dinastia teodosiana. Próspero da Aquitânia relatou que Máximo tornou-se amigo dos assassinos de Valentiniano III ao invés de puni-los. Tanto Próspero quanto Vítor de Tununa datam o casamento de Eudóxia e Máximo apenas alguns dias após a morte do primeiro marido e comentaram com desaprovação que não foi dado à imperatriz um período de luto para Valentiniano.
João de Antioquia menciona uma esposa anterior de Máximo, mas não preservou seu nome. Ela teria sido estuprada por Valentiniano III, um evento que a crônica vê como motivo para Máximo se voltar contra seu antigo mestre. O destino final dela não foi registrado. Pode-se presumir que ela teria cometido o suicídio seguindo o exemplo de Lucrécia. Não obstante, Máximo arranjou o casamento de seu filho, Paládio, com sua nova enteada, Eudócia, uma das filhas do primeiro casamento de Eudóxia, mais uma vez para garantir uma relação dinástica com os teodosianos.
O estudo histórico "Fifth-century Gaul: A Crisis of Identity?" (1992), de João Drinkwater e Hugh Elton, considera provável que a primeira esposa de Máximo tenha sido também uma irmã de Ávito, seu mestre dos soldados (magister militum). os autores também sugeriram que Flávio Magno seria outro filho de Máximo de seu primeiro casamento, considerando Flávio Probo seu neto. Eles também defendem que o casamento de Placídia, a Jovem, com Olíbrio, teria sido o terceiro casamento entre um membro da dinastia teodosiana e um membro da família Anícia no mesmo ano. Eles acreditam que Olíbrio seria um terceiro filho de Máximo, neto, através dele, de Anício Probino e sobrinho-neto de Anício Hermogeniano Olíbrio. No entanto, considerando a filiação de outros possíveis Flávios Magnos dados por Christian Settipani, bem como a ausência do nome da mãe de Flávio Probo, pode-se supor que ele não era neto de Petrônio Máximo, mas de sua mãe.
Máximo designou Ávito como seu mestre dos soldados em presença (magister militum praesentalis) e enviou-o para Tolosa. Ávito tentou assegurar a lealdade de Teodorico II dos visigodos ao novo imperador. No entanto, o seu reinado foi curto para provar. De acordo com o cronista Malco, "por volta desta época, a imperatriz Eudóxia, a viúva do imperador Valentiniano e filha do imperador Teodósio e Eudócia, estava infeliz em Roma e, furiosa com o tirano Máximo por ele ter assassinado seu marido, chamou o vândalo Genserico, rei da África, contra ele, que governava em Roma. Ele chegou de repente em Roma com suas forças e capturou a cidade e, tendo destruído Máximo e todas as suas forças, levou tudo o que estava no palácio, até mesmo as estátuas de bronze. Ele chegou a levar consigo senadores que haviam sobrevivido e suas esposas como cativos; junto com eles, ele também levou para Cartago, na África, a imperatriz Eudóxia, que o havia convocado; sua filha Placídia, a esposa do patrício Olíbrio, que estava na época em Constantinopla; e até mesmo a donzela Eudócia. Depois de ter retornado, Geiserico deu a jovem Eudócia, uma donzela, filha da imperatriz Eudóxia, para seu filho Hunerico em casamento e ele tratou as duas, mãe e filha, com grandes honras" (Chron. 366).
Eudóxia estava, presumivelmente, seguindo o exemplo de sua cunhada, Justa Grata Honória, que havia convocado Átila, o Huno, para ajudá-la a evitar um casamento indesejado. Segundo Próspero, Máximo estava em Roma quando os vândalos chegaram e teria dado permissão para fugir para que conseguisse. Ele próprio teria tentado fugir, mas foi assassinado por seus escravos. Ele havia reinado por apenas setenta e sete dias. Seu corpo foi atirado no Tibre e jamais foi recuperado. Vítor de Tununa concorda, adicionando ainda que o papa Leão I negociou com Geiserico para proteger a população da cidade.
Hidácio atribui o assassinato às tropas amotinadas do exército romano, enfurecidas com a tentativa de fuga de Máximo. Já a Crônica Gálica de 511 afirma que quem o matou foi a turba enfurecida. Jordanes identifica um único assassino, um tal "Urso, um soldado romano". Sidônio Apolinário faz um comentário obscuro sobre um burgúndio cuja "liderança traidora" levou ao pânico a multidão, o que provocou a morte do imperador. Sua identidade é desconhecida, mas presumivelmente teria sido um general que não enfrentou os vândalos por algum motivo. Historiadores posteriores sugeriram dois burgúndios de alta-patente e possíveis candidatos, Gondioco e seu irmão, Quilperico. Ambos se juntariam a Teodorico II em sua invasão da Hispânia no final de 455.

## Viúva
As três mulheres ficaram presas em Cartago durante sete anos. Em 462, o imperador bizantino Leão I, o Trácio, pagou um grande resgate por Eudóxia e sua filha Placídia. Eudóxia retornou a Constantinopla depois de uma ausência de vinte e cinco anos, levando Placídia consigo. A princesa Eudócia ficou na África e casou-se com Hunerico, filho de Geiserico. Eles foram os pais de Hilderico, rei dos vândalos entre 523-530.